# 1989 (Taylor’s Version)
1989 (Taylor’s Version) – czwarty album autorstwa Taylor Swift z serii nagranych i wydanych przez nią ponownie, tym razem jako wersja jej piątego, studyjnego albumu 1989 z 2014 roku.
Wydany 27 października 2023 roku przez wytwórnię Republic Records. Album jest częścią odpowiedzi Swift na spór ze Scooterem Braunem z 2019 roku dotyczący własności jej wcześniejszych albumów. 1989 (Taylor’s Version) zostało ogłoszone na jednym z koncertów The Eras Tour w Los Angeles 9 sierpnia 2023 roku.
Inspirowany synth-popem lat 80. album 1989 (Taylor’s Version) charakteryzuje się optymistycznymi aranżacjami syntezatorów i perkusji. Zawiera ponownie nagrane wersje 16 piosenek z edycji 1989 Deluxe (z 2014 roku) oraz pięć wcześniej niepublikowanych utworów nazywanych potocznie „From The Vault”. Taylor Swift, Jack Antonoff i Christopher Rowe wyprodukowali większość albumu. Ryan Tedder, Noel Zancanella, Shellback i Imogen Heap ponownie wcielili się w swoje role produkcyjne, lecz mieli w nim mniejszy udział niż inni producenci. Edycja mandarynkowa albumu zawiera dodatkowe utwory „Sweeter than Fiction” ze ścieżki dźwiękowej One Chance (2013). Edycja Deluxe (i Deluxe +) zawiera utwór „Bad Blood” z udziałem Kendricka Lamara (2015). A edycja Deluxe + zawiera dodatkowo utwór "Slut!" w wersji akustycznej.
Krytycy muzyczni chwalili 1989 (Taylor’s Version), z naciskiem na produkcję, wokal Swift i utwory "From The Vault". Pod względem komercyjnym 1989 (Taylor’s Version) było najczęściej odtwarzanym albumem jednego dnia w 2023 r. w Spotify i najczęściej odtwarzanym (kiedykolwiek) w Amazon Music. Album zajmował pierwsze miejsca na listach przebojów w Kanadzie, Australii i w niektórych państwach Europejskich (m.in. we Francji, Niemczech, Włoszech, Hiszpanii i Wielkiej Brytanii). W Stanach Zjednoczonych 1989 (Taylor’s Version) był 13. albumem Swift, który zajął pierwsze miejsce na liście Billboard 200. Był to szósty album Swift, którego sprzedaż przekroczyła milion egzemplarzy w pierwszym tygodniu. Siedem z piosenek z tego albumu znalazło się jednocześnie w pierwszej dziesiątce listy Billboard Hot 100, a utwory "From The Vault" – „Is It Over Now?”, „Now That We Don't Talk” i „Slut!” zajęły trzy pierwsze miejsca.

## Nagrody
Nagrody i nominacje 1989 (Taylor’s Version)
| Organizacja  | Rok  | Kategoria                 | Wynik     | Przypis |
| ------------ | ---- | ------------------------- | --------- | ------- |
| Gaffa Awards | 2024 | Międzynarodowy Album Roku | Nominacja | [ 24 ]  |
| Juno Awards  | 2024 | Międzynarodowy Album Roku | Nominacja | [ 25 ]  |

## Lista utworów
| 1989 (Taylor’s Version) – Edycja standardowa | 1989 (Taylor’s Version) – Edycja standardowa | 1989 (Taylor’s Version) – Edycja standardowa | 1989 (Taylor’s Version) – Edycja standardowa | 1989 (Taylor’s Version) – Edycja standardowa |
| Nr                                           | Tytuł utworu                                 | Autorzy                                      | Producenci                                   | Długość                                      |
| -------------------------------------------- | -------------------------------------------- | -------------------------------------------- | -------------------------------------------- | -------------------------------------------- |
| 1.                                           | „Welcome To New York”                        | Taylor Swift, Ryan Tedder                    | Swift, Tedder, Noel Zancanella               | 3:32                                         |
| 2.                                           | „Blank Space”                                | Swift, Max Martin, Shellback                 | Swift, Christopher Rowe                      | 3:51                                         |
| 3.                                           | „Style”                                      | Swift, Martin, Shellback, Ali Payami         | Swift, Rowe                                  | 3:51                                         |
| 4.                                           | „Out of the Woods”                           | Swift, Jack Antonoff                         | Swift, Antonoff                              | 3:55                                         |
| 5.                                           | „All You Had to Do Was Stay”                 | Swift, Martin                                | Swift, Rowe                                  | 3:13                                         |
| 6.                                           | „Shake It Off”                               | Swift, Martin, Shellback                     | Swift, Rowe                                  | 3:39                                         |
| 7.                                           | „I Wish You Would”                           | Swift, Antonoff                              | Swift, Antonoff                              | 3:27                                         |
| 8.                                           | „Bad Blood”                                  | Swift, Martin, Shellback                     | Swift, Rowe                                  | 3:31                                         |
| 9.                                           | „Wildest Dreams”                             | Swift, Martin, Shellback                     | Swift, Rowe, Shellback                       | 3:40                                         |
| 10.                                          | „How You Get the Girl”                       | Swift, Martin, Shellback                     | Swift, Rowe                                  | 4:07                                         |
| 11.                                          | „This Love”                                  | Swift                                        | Swift, Rowe                                  | 4:10                                         |
| 12.                                          | „I Know Places”                              | Swift, Tedder                                | Swift, Tedder, Zancanella                    | 3:15                                         |
| 13.                                          | „Clean”                                      | Swift, Imogen Heap                           | Swift, Heap                                  | 4:31                                         |
| 14.                                          | „Wonderland”                                 | Swift, Martin, Shellback                     | Swift, Rowe                                  | 4:05                                         |
| 15.                                          | „You Are in Love”                            | Swift, Antonoff                              | Swift, Antonoff                              | 4:27                                         |
| 16.                                          | „New Romantics”                              | Swift, Martin, Shellback                     | Swift, Rowe                                  | 3:50                                         |
| 17.                                          | „Slut!” (From The Vault)                     | Swift, Antonoff, Patrik Berger               | Swift, Antonoff, Berger                      | 3:00                                         |
| 18.                                          | „"Say Don't Go"” (From The Vault)            | Swift, Diane Warren                          | Swift, Antonoff                              | 4:39                                         |
| 19.                                          | „Now That We Don't Talk” (From The Vault)    | Swift, Antonoff                              | Swift, Antonoff                              | 2:26                                         |
| 20.                                          | „Suburban Legends” (From The Vault)          | Swift, Antonoff                              | Swift, Antonoff                              | 2:51                                         |
| 21.                                          | „Is It Over Now?” (From The Vault)           | Swift, Antonoff                              | Swift, Antonoff                              | 3:49                                         |
|                                              |                                              |                                              |                                              | 1:17:49                                      |

| 1989 (Taylor’s Version) – Edycja Mandarynkowa | 1989 (Taylor’s Version) – Edycja Mandarynkowa | 1989 (Taylor’s Version) – Edycja Mandarynkowa |
| Nr                                            | Tytuł utworu                                  | Długość                                       |
| --------------------------------------------- | --------------------------------------------- | --------------------------------------------- |

1989 (Taylor’s Version) – Edycja Mandarynkowa – Długość – 1:21:43
| 1989 (Taylor’s Version) – Edycja Deluxe | 1989 (Taylor’s Version) – Edycja Deluxe | 1989 (Taylor’s Version) – Edycja Deluxe |
| Nr                                      | Tytuł utworu                            | Długość                                 |
| --------------------------------------- | --------------------------------------- | --------------------------------------- |

1989 (Taylor’s Version) – Edycja Deluxe – Długość – 1:20:09
| 1989 (Taylor’s Version) – Edycja Deluxe + | 1989 (Taylor’s Version) – Edycja Deluxe + | 1989 (Taylor’s Version) – Edycja Deluxe + |
| Nr                                        | Tytuł utworu                              | Długość                                   |
| ----------------------------------------- | ----------------------------------------- | ----------------------------------------- |

1989 (Taylor’s Version) – Edycja Deluxe + – Długość – 1:23:09
Notatki:
- Wszystkie piosenki 17-21 są From The Vault (ze skarbca)

## Notowania
| Lista                                  | Pozycja |
| -------------------------------------- | ------- |
| Australijskie Albumy (ARIA)            | 1       |
| Austriackie Albumy (Ö3 Austria)        | 4       |
| Belgijskie Albumy (Ultratop Flanders)  | 7       |
| Belgijskie Albumy (Ultratop Wallonia)  | 54      |
| Duńskie Albumy (Hitlisten)             | 71      |
| Holenderskie Albumy (Album Top 100)    | 7       |
| Francuskie Albumy (SNEP)               | 40      |
| Niemieckie Albumy (Offizielle Top 100) | 5       |
| Węgierskie Albumy (MAHASZ)             | 22      |
| Włoskie Albumy (FIMI)                  | 55      |
| Nowozelandzkie Albumy (RMNZ)           | 6       |
| Polskie Albumy (ZPAV)                  | 77      |
| Hiszpańskie Albumy (PROMUSICAE)        | 8       |
| Brytyjskie Albumy (OCC)                | 3       |

## Certyfikaty
| Region                 | Certyfikat         | Sprzedaż |
| ---------------------- | ------------------ | -------- |
| Australia (ARIA)       | 2x Platynowa Płyta | 140,000+ |
| Dania (IFPI Danmark)   | Złota Płyta        | 10,000+  |
| Francja (SNEP)         | Złota Płyta        | 50,000+  |
| Niemcy (BVMI)          | Złota Płyta        | 75,000+  |
| Włochy (FIMI)          | Złota Płyta        | 25,000+  |
| Nowa Zelandia (RMNZ)   | Platynowa Płyta    | 15,000+  |
| Polska (ZPAV)          | Platynowa Płyta    | 20,000+  |
| Hiszpania (PROMUSICAE) | Platynowa Płyta    | 40,000+  |
| Wielka Brytania (BPI)  | Platynowa Płyta    | 300,000+ |

## Historia wydań
| Region | Data Wydania         | Format(y)                                          | Edycja       | Wytwórnia | Przypis |
| ------ | -------------------- | -------------------------------------------------- | ------------ | --------- | ------- |
| Różne  | 27 października 2023 | Kaseta • CD • Album Cyfrowy • streaming • Winyl LP | Standardowa  | Republic  |         |
| Różne  | 27 października 2023 | Winyl LP                                           | Mandarynkowa | Republic  |         |
| Różne  | 27 października 2023 | Album Cyfrowy • streaming                          | Deluxe       | Republic  |         |
| Różne  | 9 listopada 2023     | streaming                                          | Deluxe +     | Republic  |         |